# Omphalocarpum pachysteloides
Omphalocarpum pachysteloides är en tvåhjärtbladig växtart som beskrevs av Gottfried Wilhelm Johannes Mildbraed, John Hutchinson och John McEwan Dalziel. Omphalocarpum pachysteloides ingår i släktet Omphalocarpum och familjen Sapotaceae. Inga underarter finns listade i Catalogue of Life.